# Heike Engelhardt

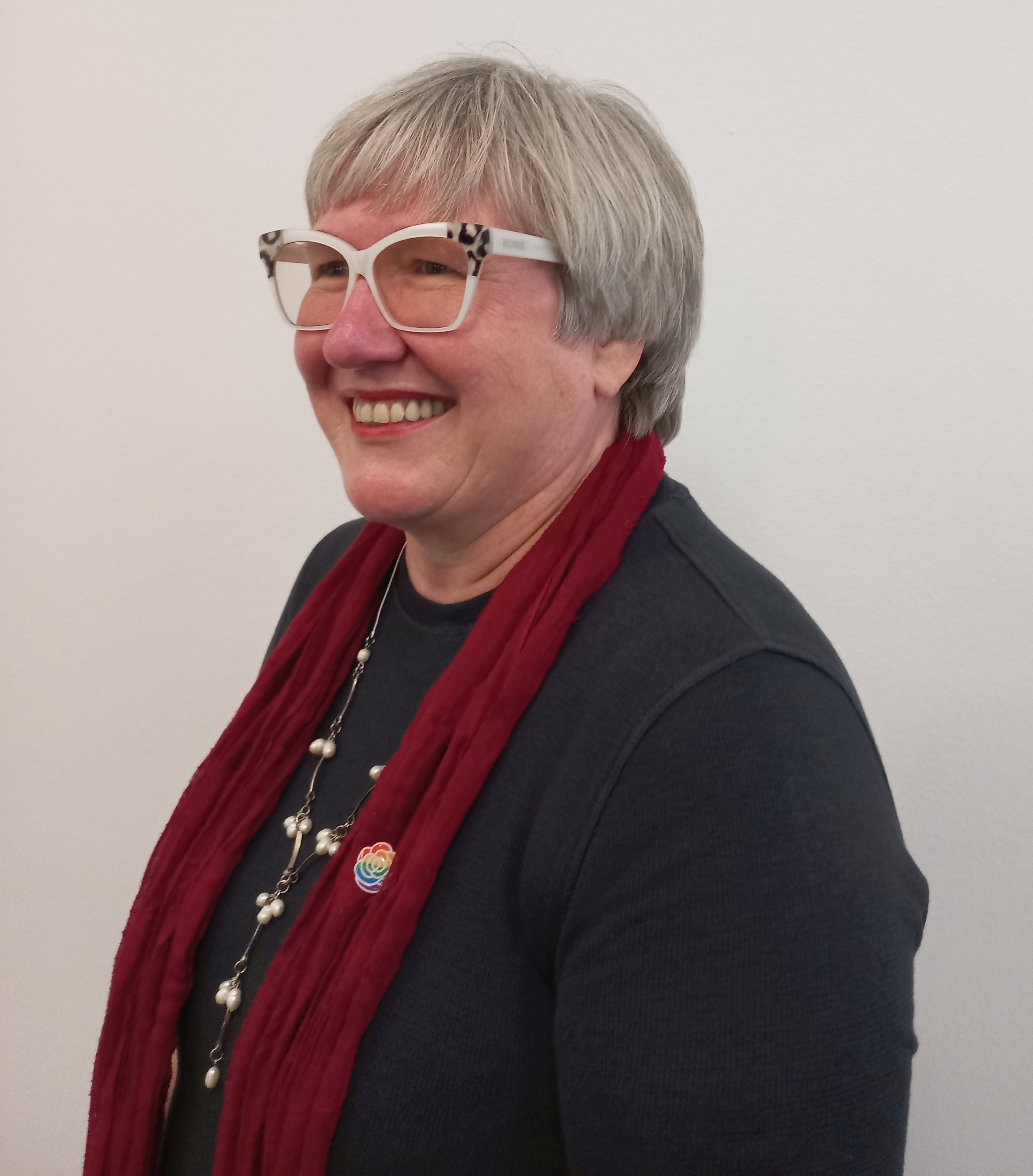
Heike Engelhardt, 2022

Heike Engelhardt (* 5. Juni 1961 in Stuttgart) ist eine deutsche Politikerin der Sozialdemokratischen Partei Deutschlands (SPD). Bei der Bundestagswahl 2021 wurde sie zum Mitglied des 20. Deutschen Bundestages gewählt.

## Leben
Engelhardt machte ihr Abitur am Königin-Katharina-Stift-Gymnasium in Stuttgart. Danach studierte sie Lehramt an Grund- und Hauptschulen an der Pädagogischen Hochschule Esslingen, wo sie ihr erstes Staatsexamen ablegte. Im Jahr 1986 machte sie ein Referendariat am staatlichen Seminar für schulpraktische Ausbildung Tettnang und schloss dort mit dem zweiten Staatsexamen das Lehramtsstudium ab. Später machte sie bei der Schwäbischen Zeitung Leutkirch ein Redaktionsvolontariat, um dann als Redakteurin bei mehreren Lokalzeitungen zu arbeiten. Anschließend war sie unter anderem Referentin für Kommunikation und Pressesprecherin beim Zentrum für Psychiatrie Südwürttemberg und Referentin für Führungskräfteveranstaltungen und stellvertretende Beauftragte für Chancengleichheit. Außerdem ist sie systemische Coach- und Prozessberaterin.
Engelhardt ist evangelischer Konfession, verwitwet und Mutter von zwei erwachsenen Töchtern.

## Mandat und Ämter
Engelhardt trat im Jahr 2014 in die SPD ein und wurde später stellvertretende Vorsitzende des Ortsvereins Ravensburg, in welchem sie dann von 2018 bis 2024 ein Teil der Doppelspitze war. In den Jahren 2015 bis 2020 war sie Vorsitzende der Arbeitsgemeinschaft Sozialdemokratischer Frauen im Kreis Ravensburg und ab 2016 dann Vorsitzende des Kreisverbandes der SPD-Ravensburg. Seit 2024 bilden Heike Engelhardt und Maximilian Kremer die Doppelspitze des Kreisverbandes.
Zudem ist Engelhardt seit 2017 Stadträtin und seit 2018 Fraktionsvorsitzende der SPD im Gemeinderat Ravensburg. Außerdem war sie von 2018 bis 2024 Vorsitzende in der Doppelspitze des SPD-Ortsvereines Ravensburg.
Bei der Bundestagswahl 2021 kandidierte Engelhardt als Direktkandidatin im Bundestagswahlkreis Ravensburg sowie auf der Landesliste der SPD-Baden Württemberg auf Listenplatz 20. In ihrem Wahlkreis erhielt sie 13,8 % der Erststimmen. Über die Landesliste konnte sie in den Bundestag einziehen. Dort sitzt Heike Engelhardt im Ausschuss für Menschenrechte und humanitäre Hilfe und im Gesundheitsausschuss. Sie ist eine von 67 Schriftführern der 20. Wahlperiode. Außerdem ist sie stellvertretendes Mitglied im Unterausschuss für globale Gesundheit. Darüber hinaus wurde sie in die Parlamentarische Versammlung des Europarates (PVER) entsandt.
Im Ausschuss für Menschenrechte und humanitäre Hilfe ist sie Berichterstatterin für die Regionen Mittel- und Südamerika sowie die Themen Frauenrechte, Umgang mit psychischen Krankheiten und internationale Gesundheitspolitik. Im Gesundheitsausschuss hat sie die Berichterstattung für Frauengesundheit, Reproduktive Medizin, Geburtliche Versorgung (Hebammen), Diversität der Gesundheitspolitik (LGBTQIA+), Armut und Gesundheit, (u. a. Nichtversicherte und Wohnungslose) sowie Gesundheitsversorgung Schutzsuchender (nach dem AsylbLG).
Im Jahr 2022 war Engelhardt zur Wahlbeobachtung in Serbien, in Kolumbien sowie Bulgarien. Im Jahr 2023 war sie auch in der Türkei. Mit dem Gesundheitsausschuss des Deutschen Bundestages reiste Engelhardt nach Kanada und in die USA. Mit einer Delegation des Menschenrechtsausschusses war die Ravensburger Bundestagsabgeordnete auch in Taiwan, Japan und Genf.
Von 2022 bis 2023 war Heike Engelhardt Mitglied im Präsidium der Sozialistischen Bodensee Internationale (SBI) und Vorsitzende der deutschen Sektion.
Seit 2024 ist sie Vorsitzende des Geschäftsordnungsausschusses in der Parlamentarischen Versammlung des Europarates (PVER).
Bei der Wahl zum 21. Deutschen Bundestag am 23. Februar 2025 konnte Engelhardt ihr Mandat nicht verteidigen.

## Weitere Mitgliedschaften
Heike Engelhardt ist Gewerkschaftsmitglied. Sie trat 1984 in die Gewerkschaft für Erziehung und Wissenschaft GEW ein, 1988 in die Industriegewerkschaft Medien, seit 2001 ver.di. Sie ist künstlerisch-wissenschaftliche Beirätin im Förderverein Inklusionstheater „companie paradox Ravensburg“. Außerdem ist sie stellvertretende Vorsitzende im Förderverein für die Kinder- und Jugendpsychiatrie Weissenau „Villa Kunterbunt“ und stellvertretende Vorsitzende des Städtepartnerschaftsvereines Ravensburg „Die Brückenbauer“. Ebenfalls ist sie Mitglied bei der Arbeiterwohlfahrt, Gegen Vergessen – Für Demokratie, Pro Asyl und des Freundeskreises „Pro Kuppelnau“ zur Unterstützung der Grundschule Kuppelnau und bei der überparteilichen Europa-Union Deutschland, die sich für ein föderales Europa und den europäischen Einigungsprozess einsetzt.